# Dan Bailey
(en) Statistiques sur pro-football-reference
Dan Bailey (né le 26 janvier 1988 à Oklahoma City) est un joueur américain de football américain évoluant comme kicker. Il joue actuellement avec les Vikings du Minnesota.

## Enfance
Né à Oklahoma City, Bailey déménagea à Mustang et étudie à la Southwest Covenant School où il est désigné comme un des meilleurs joueurs de l'État de l'Oklahoma comme kicker. Le magazine The Oklahoman le nomme même une saison dans l'équipe de la ville comme punter. Il détient le record du plus long field goal de l'histoire de l'école, le plus grand nombre de field goal dans une saison (sept) et dans une carrière (quatorze). Il se distingue aussi en golf où il devient champion de l'État.

## Carrière

### Université
Il entre à l'université d'État de l'Oklahoma et intègre l'équipe de football américain des Cowboys. Il se perfectionne au poste de kicker dans l'équipe spéciale. Lors de sa dernière saison, il réussit vingt-quatre tentatives sur vingt-huit et soixante-cinq transformations sur soixante-six. Il remporte d'ailleurs le Lou Groza Award, récompensant le meilleur placekicker universitaire du pays.

### Professionnel
Dan Bailey n'est sélectionné par aucune équipe lors du draft de la NFL de 2011. Le 25 juillet 2011, il s'engage avec les Cowboys de Dallas. Lors de la troisième journée, contre les Redskins de Washington, il égale le record du nombre de field goal réussi par un rookie en un match avec six tirs réussis après Garo Yepremian en 1966 et Jeff Reed en 2002. C'est la première fois depuis 2001 que Dallas remporte un match sans marquer de touchdown et la sixième fois dans l'histoire de la franchise. Le 20 novembre 2011, Bailey permet à son équipe de l'emporter en marquant le field goal de la victoire dans les prolongations contre, une nouvelle fois, Washington. Plus tard dans la saison, il rate un tir de quarante-neuf yards contre les Cardinals de l'Arizona et leur adversaire l'emporte en prolongation. Le 11 décembre 2011, contre les Giants de New York, il est déstabilisé par un temps mort de Tom Coughlin demandé avant son coup de pied et, après le temps mort, son tir est bloqué par Jason Pierre-Paul.

## Statistiques
| Année  | Équipe               | MJ     |        | Field goals | Field goals | Field goals | Field goals |         | Extra Points | Extra Points | Extra Points |
| Année  | Équipe               | MJ     | Tentés | Réussis     | %           | Long        | Tentés      | Réussis | %            |              |              |
| 2011   | Cowboys de Dallas    | 16     | 37     | 32          | 86,5        | 51          | 39          | 39      | 100          |              |              |
| 2012   | Cowboys de Dallas    | 16     | 31     | 29          | 93,5        | 51          | 37          | 37      | 100          |              |              |
| 2013   | Cowboys de Dallas    | 16     | 30     | 28          | 93,3        | 53          | 47          | 47      | 100          |              |              |
| 2014   | Cowboys de Dallas    | 16     | 29     | 25          | 86,2        | 56          | 56          | 56      | 100          |              |              |
| 2015   | Cowboys de Dallas    | 16     | 32     | 30          | 93,8        | 54          | 25          | 25      | 100          |              |              |
| 2016   | Cowboys de Dallas    | 16     | 32     | 27          | 84,4        | 56          | 46          | 46      | 100          |              |              |
| 2017   | Cowboys de Dallas    | 12     | 20     | 15          | 75,0        | 56          | 28          | 26      | 92,9         |              |              |
| 2018   | Vikings du Minnesota | 14     | 28     | 21          | 75,0        | 52          | 31          | 30      | 96,8         |              |              |
| Totaux | Totaux               | Totaux | 239    | 207         | 86,6        | 56          | 309         | 306     | 99,0         |              |              |

## Palmarès
- Vainqueur du Lou Groza Award 2010
- Joueur de l'équipe spéciale de l'année de la conférence Big 12 2010
- Joueur de l'équipe spéciale de la troisième journée pour NFL 2011
- Plus grand nombre de tirs réussi par un rookie en un match (six tirs réussis, 1er ex-aequo)